# مايك باين
مايك باين (بالإنجليزية: Mike Payne)‏ هو لاعب كرة قاعدة أمريكي، ولد في 15 نوفمبر 1961 في ونسوكت في الولايات المتحدة، وتوفي في 4 أغسطس 2002 في دونيلون في الولايات المتحدة بسبب مرض معد.

## وصلات خارجية
- مايك باين على موقع دوري كرة القاعدة الرئيسي (الإنجليزية)
- مايك باين على موقعبيزبول رفرنس.كوم (الدوري الرئيسي) (الإنجليزية)
- مايك باين على موقعبيزبول رفرنس.كوم (الدوري الثانوي) (الإنجليزية)